# Woolfardisworthy (Mid Devon)
Pour les articles homonymes, voir Woolfardisworthy.
Woolfardisworthy est un village et une paroisse civile du Devon, situé dans le sud-ouest de l'Angleterre. 